# Integral de moviment
Una  integral de moviment  o  constant del moviment  d'un problema mecànic és una funció de la posició i les velocitats (o equivalentment de les coordenades generalitzades i les seves moments conjugats) que és constant al llarg d'una trajectòria del sistema al llarg de les fases.
En la teoria d'equacions diferencials ordinàries es generalitza el concepte d'integral primera. Una integral primera depèn de les variables de l'equació diferencial i les seves derivades i resulta constant quan s'introdueix en ella la dependència respecte al "temps" o variable dependent.

## Definició i exemples
Tècnicament una integral del moviment és una expressió analítica {\displaystyle C(x_{i},y_{i})\,} tal que si es substitueixen-hi les variables per l'expressió temporal de les coordenades generalitzades i les velocitats generalitzades (alternativament els moments conjugats) són constants:

{\displaystyle C(x_{i},y_{i})\ {\mbox{integral de moviment}}\quad \iff \ \quad {\tilde {C}}(t):=C(q_{i}(t),{\dot {q}}_{i}(t))={\mbox{cte.}}}

A continuació es presenten algunes integrals de moviment per a sistemes físics d'interès com l'oscil·lador harmònic i el problema de Kepler, en les seves versions newtonianes.

### Oscil·lador harmònic
L'oscil·lador harmònic unidimensional és un sistema mecànic el lagrangià i l'equació de moviment venen donat per:

{\displaystyle L(q,{\dot {q}})={\frac {1}{2}}({\dot {q}}^{2}-\omega ^{2}q^{2}),\qquad {\frac {d}{dt}}\left({\frac {\partial L}{\partial {\dot {q}}}}\right)-{\frac {\partial L}{\partial q}}=0\Rightarrow {\ddot {q}}+\omega ^{2}q=0}

Es pot veure que aquest sistema té dos  integrals de moviment  donades per:

{\displaystyle C_{1}(q,{\dot {q}})={\frac {1}{2}}({\dot {q}}^{2}+\omega ^{2}q^{2}),\qquad C_{2}(q,{\dot {q}},t)=\arctan \left({\frac {\omega q}{\dot {q}}}\right)-\omega t}

Per veure-ho n'hi ha prou de considerar la derivada total respecte al temps i substituir-hi les equacions del moviment:

{\displaystyle {\begin{matrix}{\frac {dC_{1}}{dt}}=&{\frac {\partial C_{1}}{\partial {\dot {q}}}}{\ddot {q}}+{\frac {\partial C_{1}}{\partial q}}{\dot {q}}+{\frac {\partial C_{1}}{\partial t}}=&{\dot {q}}{\ddot {q}}+\omega ^{2}q{\dot {q}}=&{\dot {q}}({\ddot {q}}+\omega ^{2}q)=0\\{\frac {dC_{2}}{dt}}=&{\frac {\partial C_{2}}{\partial {\dot {q}}}}{\ddot {q}}+{\frac {\partial C_{2}}{\partial q}}{\dot {q}}+{\frac {\partial C_{2}}{\partial t}}=&{\frac {-\omega q{\ddot {q}}}{{\dot {q}}^{2}+\omega ^{2}q^{2}}}+{\frac {\omega {\dot {q}}^{2}}{{\dot {q}}^{2}+\omega ^{2}q^{2}}}-\omega =&\omega {\frac {\omega ^{2}q^{2}+{\dot {q}}^{2}}{{\dot {q}}^{2}+\omega ^{2}q^{2}}}-\omega =0\\\end{matrix}}}

### Problema de Kepler
En el problema de dos cossos sotmesos al seu mútua atracció gravitatòria, conegut com a problema de Kepler o problema dels dos cossos, hi ha diverses quantitats conservades independents del temps, l'energia {\displaystyle E_{m}\;}, les tres components del moment angular {\displaystyle \mathbf {L} } i les tres components del vector de Runge-Lenz {\displaystyle \mathbf {A} } (i combinacions d'aquestes constants entre si). Però, pot provar-se que no hi ha més de 5 integrals del moviment que no depenguin explícitament del temps i que siguin funcionalment independents, de fet hi ha les següents relacions entre les set quantitats conservades esmentades:

{\displaystyle \mathbf {L} \cdot \mathbf {A} =L_{x}A_{x}+L_{y}A_{y}+L_{z}A_{z},\qquad E_{m}=-{\frac {\mu ^{2}(1-\|\mathbf {A} \|^{2})}{2\|\mathbf {L} \|^{2}}}}

## Utilitat de les integrals de moviment
En general el coneixement d'una integral de moviment permet reduir la dimensió d'un sistema de les equacions diferencials que descriuen el moviment d'un sistema mecànic. Anàlogament permeten reduir un sistema d'equacions diferencials ordinàries a un altre sistema equivalent més petit.
Perquè aquesta reducció pugui ser realment útil és necessari que la integral de moviment sigui una funció algebraica de la posició i els moments. Si la integral resulta ser una funció transcendent de les variables mecàniques la reducció no es pot dur a terme.

### Sistemes conservatius unidimensionals
Un exemple de la utilitat de les integrals el constitueixen els sistemes hamiltonians conservatius d'un grau de llibertat. En aquests sistemes el principi de conservació de l'energia implica que l'hamiltoniàs una integral de moviment que és funció algebraica de la posició i el moment conjugat, ja que es compleixen les equacions canòniques de Hamilton:

{\displaystyle {\frac {dH(p,q)}{dt}}={\frac {\partial H}{\partial p}}{\dot {p}}+{\frac {\partial H}{\partial q}}{\dot {q}}=-{\frac {\partial H}{\partial p}}{\frac {\partial H}{\partial q}}+{\frac {\partial H}{\partial q}}{\frac {\partial H}{\partial p}}=0}

És a dir, el valor de la hamiltoniana al llarg de les trajectòries roman constant, de fet, aquest valor és igual a l'energia  I  que és constant per a aquest sistema. Suposant que el hamiltonià té la forma típica, les equacions de moviment poden ser integrades mitjançant una quadratura:

{\displaystyle E={\frac {1}{2}}m{\dot {q}}^{2}+U(q)\Rightarrow \qquad t={\sqrt {\frac {m}{2}}}\int _{q_{0}}^{q(t)}{\frac {dq}{\sqrt {EU(q)}}}+C_{1}}

Aquesta última relació proporciona la funció del temps  q  ( t ) buscada, que és la solució de les equacions del moviment.
Un exemple interessant de sistema que pot reduir-se a un sistema conservatiu unidimensional és el moviment d'una partícula movent-se en un camp central.

### Equació de Hamilton-Jacobi
El coneixement d'algunes constants del moviment es pot aprofitar per integrar l'equació de Hamilton-Jacobi. Si es coneix una integral de moviment {\displaystyle \beta _{i}\,} llavors hi ha una coordenada canònicament conjugada {\displaystyle \alpha _{i}\,} tal que l'acció satisfà que:

{\displaystyle {\frac {\partial S(t,q_{i},\alpha _{i})}{\partial \alpha _{i}}}=\beta _{i}}

Aquesta propietat permet definir una transformació canònica donada per una funció generatriu, i formar un hamiltonià amb una variable menys, la qual cosa redueix en dos el nombre de graus de llibertat del sistema.

## Integrals de moviment en mecànica quàntica
Els conceptes anteriors poden estendre's a la mecànica quàntica, on una integral o constant de moviment és un observable del sistema. En un sistema conservatiu, qualsevol observable que no depengui explícitament del temps i el commutador amb el hamiltonià sigui nul, és una integral del moviment.